# Erminoldmeister

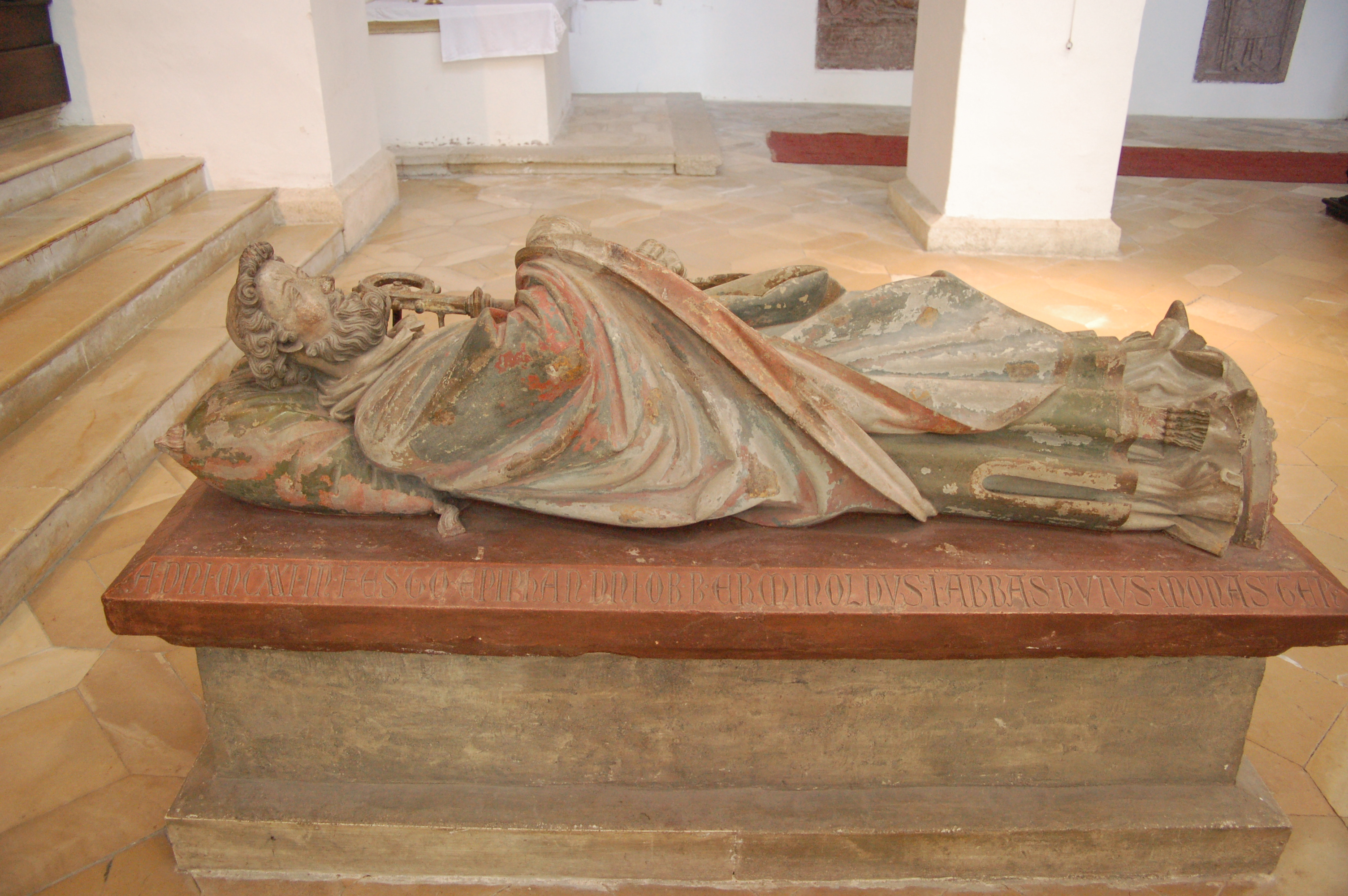
Erminoldmeister: Hochgrab von Abt Erminold, um 1283, Regensburg (Kloster Prüfening)

Erminoldmeister ist der Notname für einen namentlich nicht bekannten mittelalterliche Bildhauer, der um 1280 ein Hochgrab für Erminold, den ersten Abt des Klosters Prüfening bei Regensburg, geschaffen hat. Neuere Forschungen sehen inzwischen in diesem Bildhauer den um 1280 vom Oberrhein nach Regensburg berufenen Dombaumeister Ludwig.
Dem Erminoldmeister werden auch weitere Steinplastiken in Regensburg selbst zugeschrieben.

## Das Grabmal des Erminold
Das aus Rotmarmor gehauene Hochgrab von Abt Erminold steht inmitten der dreischiffigen (ehemaligen) Abteikirche St. Georg des Klosters Prüfening und war im Mittelalter eine Zeitlang der Mittelpunkt einer (kirchlich offiziell nicht voll anerkannten) Verehrung des Abtes. Der Erminoldmeister stellt den Abt auf der erhaltenen Deckelplatte lebensgroß liegend dar, in einer zur Entstehungszeit des Werkes aufkommenden Tradition von Grabdenkmälern. Der Stil der sehr plastisch dargestellten Figur steht am Übergang von der Frühgotik zur Hochgotik. An anderen Werken des Meisters sollen auch Einflüsse auf sein Schaffen durch zeitgenössische Plastik in Strassburg und Paris zu erkennen sein. Der Kunsthistoriker Achim Hubel untersuchte das Hochgrab in seiner Dissertation.

## Weitere Werke (Auswahl)
Neben dem Hochgrab für Erminold, von dem sich der Notname Erminoldmeister ableitet, werden dem Bildhauer auch die zwei Steinplastiken der Verkündigungsgruppe (Maria mit Engel) an den beiden westlichen Vierungspfeilern im Regensburger Dom zugeschrieben. Das strahlende Lachen des Engels ist zu einem der Wahrzeichen Regensburgs geworden. Zu den weiteren Zuschreibungen gehört die Plastik am Westportal des Basler Münsters.